# MAP2K4
MAP2K4 (англ. Mitogen-activated protein kinase kinase 4) – білок, який кодується однойменним геном, розташованим у людей на короткому плечі 17-ї хромосоми. Довжина поліпептидного ланцюга білка становить 399 амінокислот, а молекулярна маса — 44 288.
| 10         |  | 20         |  | 30         |  | 40         |  | 50         |
| ---------- |  | ---------- |  | ---------- |  | ---------- |  | ---------- |
| MAAPSPSGGG |  | GSGGGSGSGT |  | PGPVGSPAPG |  | HPAVSSMQGK |  | RKALKLNFAN |
| PPFKSTARFT |  | LNPNPTGVQN |  | PHIERLRTHS |  | IESSGKLKIS |  | PEQHWDFTAE |
| DLKDLGEIGR |  | GAYGSVNKMV |  | HKPSGQIMAV |  | KRIRSTVDEK |  | EQKQLLMDLD |
| VVMRSSDCPY |  | IVQFYGALFR |  | EGDCWICMEL |  | MSTSFDKFYK |  | YVYSVLDDVI |
| PEEILGKITL |  | ATVKALNHLK |  | ENLKIIHRDI |  | KPSNILLDRS |  | GNIKLCDFGI |
| SGQLVDSIAK |  | TRDAGCRPYM |  | APERIDPSAS |  | RQGYDVRSDV |  | WSLGITLYEL |
| ATGRFPYPKW |  | NSVFDQLTQV |  | VKGDPPQLSN |  | SEEREFSPSF |  | INFVNLCLTK |
| DESKRPKYKE |  | LLKHPFILMY |  | EERAVEVACY |  | VCKILDQMPA |  | TPSSPMYVD  |

A: Аланін

C: Цистеїн

D: Аспарагінова кислота

E: Глутамінова кислота

F: Фенілаланін

G: Гліцин

H: Гістидин

I: Ізолейцин

K: Лізин

L: Лейцин

M: Метіонін

N: Аспарагін

P: Пролін

Q: Глутамін

R: Аргінін

S: Серин

T: Треонін

V: Валін

W: Триптофан

Кодований геном білок за функціями належить до трансфераз, кіназ, серин/треонінових протеїнкіназ, тирозинових протеїнкіназ, фосфопротеїнів. 
Задіяний у таких біологічних процесах, як апоптоз, відповідь на стрес, ацетилювання, альтернативний сплайсинг. 
Білок має сайт для зв'язування з АТФ, нуклеотидами. 
Локалізований у цитоплазмі, ядрі.